# Frosinone Calcio 2009-2010
Questa voce raccoglie le informazioni riguardanti il Frosinone Calcio nelle competizioni ufficiali della stagione 2009-2010.

## Stagione
Il 24 giugno 2009 la società sottoscrive un accordo con un nuovo allenatore che prende il posto di Braglia: si tratta di Francesco Moriero. Il contratto con il neo tecnico canarino prevede la durata di due anni.
La squadra inizia la stagione 2009-2010 in Coppa Italia, dove i ciociari superano il Varese e il Bologna entrambe ai rigori nel secondo e terzo turno di qualificazione, arrivando così per la prima volta al quarto turno nel quale vengono sconfitti a Verona dal Chievo.
In campionato il Frosinone ottiene tre vittorie su tre partite (tra le quali spicca il successo esterno a Lecce) che pongono la squadra ciociara da sola in testa alla classifica di Serie B per la prima volta nella sua storia. La squadra rimane al primo posto solitario dalla 7ª alla 10ª giornata. Poi per la formazione di Francesco Moriero arriva un solo punto in sei partite, che fa scivolare la formazione canarina a metà classifica. Il girone d'andata si chiude con i ciociari in zona Play-off, con 31 punti.
Nel girone di ritorno una lunga serie di risultati negativi portano i ciociari a ridosso della zona retrocessione. Il 24 aprile, dopo la sconfitta (4-1) subita in casa dell'Albinoleffe, Moriero viene esonerato e la squadra affidata al tecnico Guido Carboni. Il Frosinone di Carboni esordisce con una sconfitta casalinga (0-2) contro il Cesena candidato alla promozione in Serie A, seguita da tre vittorie consecutive ed un pareggio che valgono la salvezza.
La stagione prossima 2010-2011 sarà la quinta partecipazione consecutiva del Frosinone nel campionato di Serie B.

## Rosa
| N. |                       | Ruolo | Calciatore                    |
| -- | --------------------- | ----- | ----------------------------- |
| 1  | Italia (bandiera)     | P     | Vincenzo Sicignano (capitano) |
| 2  | Romania (bandiera)    | D     | Andrei Cordoș                 |
| 3  | Italia (bandiera)     | C     | Davide Caremi                 |
| 4  | Svizzera (bandiera)   | C     | Migjen Basha                  |
| 5  | Italia (bandiera)     | C     | Francesco Bolzoni             |
| 6  | Italia (bandiera)     | D     | Gennaro Scarlato              |
| 7  | Italia (bandiera)     | C     | Mattia Biso                   |
| 8  | Brasile (bandiera)    | A     | Jefferson Andrade Siqueira    |
| 9  | Italia (bandiera)     | A     | Vincenzo Santoruvo            |
| 10 | Brasile (bandiera)    | C     | Caetano Prósperi Calil        |
| 11 | Italia (bandiera)     | C     | Alfredo Cariello              |
| 12 | Italia (bandiera)     | P     | Valerio Scarsella             |
| 14 | Italia (bandiera)     | C     | Mirko Gori                    |
| 15 | Australia (bandiera)  | C     | Adrian Luke Ucchino           |
| 16 | Portogallo (bandiera) | A     | Diogo Tavares                 |
| 17 | Italia (bandiera)     | C     | Simone Basso                  |
| 18 | Italia (bandiera)     | A     | Gennaro Troianiello           |
| 19 | Italia (bandiera)     | D     | Nicola Ascoli                 |
| 20 | Austria (bandiera)    | C     | Robert Gucher                 |

| N. |                    | Ruolo | Calciatore              |
| -- | ------------------ | ----- | ----------------------- |
| 21 | Italia (bandiera)  | A     | Salvatore Aurelio       |
| 22 | Italia (bandiera)  | D     | Domenico Maietta        |
| 23 | Italia (bandiera)  | D     | David Giubilato         |
| 24 | Italia (bandiera)  | A     | Andrea La Mantia        |
| 25 | Italia (bandiera)  | D     | Antonio Bocchetti       |
| 26 | Italia (bandiera)  | P     | Pierluigi Frattali      |
| 27 | Romania (bandiera) | P     | Georgean Liviu Bordeanu |
| 29 | Italia (bandiera)  | C     | Massimiliano Carlini    |
| 30 | Austria (bandiera) | A     | Dieter Elsneg           |
| 32 | Italia (bandiera)  | D     | Lorenzo Del Prete       |
| 40 | Italia (bandiera)  | D     | Nicholas Guidi          |
| 77 | Italia (bandiera)  | D     | Daniel Semenzato        |
| 83 | Italia (bandiera)  | A     | Fabio Mazzeo            |
| 88 | Italia (bandiera)  | A     | Elio Calderini          |
| 88 | Italia (bandiera)  | D     | Pietro Maria Del Duca   |
| 90 | Italia (bandiera)  | A     | Roberto Stellone        |
| 91 | Italia (bandiera)  | A     | Fabrizio Guarracino     |
| 99 | Brasile (bandiera) | A     | Victor                  |

## Risultati

### Campionato

#### Girone di andata
| Arbitro: | De Marco (Chiavari) |

|            |           |                         |
| Caputo 81’ | Marcatori | 34’ Santoruvo 43’ Basha |

| Arbitro: | Peruzzo (Schio) |

|            |           |  |
| Mazzeo 72’ | Marcatori |  |

| Arbitro: | Pierpaoli (Firenze) |

|           |           |                                |
| Baclet 2’ | Marcatori | 16’, 34’ Calil 28’ Troianiello |

| Arbitro: | Saccani (Mantova) |

|                       |           |                      |
| Basso 32’, 69’ (rig.) | Marcatori | 46’ Jidayi 72’ Cuffa |

| Arbitro: | De Marco (Chiavari) |

|                          |           |  |
| Marianini 8’ Coralli 19’ | Marcatori |  |

| Arbitro: | Romeo (Verona) |

|                           |           |  |
| Troianiello 57’ Basha 81’ | Marcatori |  |

| Arbitro: | Giannoccaro (Lecce) |

|                             |           |                         |
| Troianiello 47’ Aurelio 80’ | Marcatori | 25’ Leon 73’ R. Bianchi |

| Arbitro: | Morganti (Ascoli Piceno) |

|  |           |                             |
|  | Marcatori | 50’ Calil 72’ (rig.) Mazzeo |

| Arbitro: | N. Stefanini (Prato) |

|               |           |            |
| Santoruvo 42’ | Marcatori | 50’ Cutolo |

| Arbitro: | Gava (Conegliano) |

|  |           |                                               |
|  | Marcatori | 18’ Cariello 58’ Troianiello 86’ (aut.) Perna |

| Arbitro: | Trefoloni (Siena) |

|                                          |           |            |
| Surraco 7’ Miramontes 37’ De Falco 90+2’ | Marcatori | 34’ Mazzeo |

| Arbitro: | Celi (Campobasso) |

|  |           |                                                 |
|  | Marcatori | 10’ Zampagna 25’ (rig.) Salvetti 44’ Martinetti |

| Arbitro: | Saccani (Mantova) |

|                           |           |           |
| Scaglia 60’ Pederzoli 72’ | Marcatori | 70’ Calil |

| Arbitro: | De Marco (Chiavari) |

|               |           |  |
| Santoruvo 48’ | Marcatori |  |

| Arbitro: | Pierpaoli (Firenze) |

|                            |           |  |
| Bjelanovic 31’ Gavazzi 78’ | Marcatori |  |

| Arbitro: | Giancola (Vasto) |

|                         |           |                        |
| Basha 64’ Santoruvo 90’ | Marcatori | 29’ Cellini 80’ Perico |

| Arbitro: | N. Stefanini (Prato) |

|                                               |           |  |
| Giaccherini 29’, 85’ Bucchi 46’ Schelotto 66’ | Marcatori |  |

| Arbitro: | Nasca (Bari) |

|                                  |           |           |
| Basso 62’ (rig.) Santoruvo 90+4’ | Marcatori | 63’ Iunco |

| Arbitro: | Tozzi (Ostia Lido) |

|                               |           |            |
| Pinilla 11’ (rig.) Valeri 28’ | Marcatori | 63’ Mazzeo |

| Arbitro: | Peruzzo (Schio) |

|                      |           |                                                  |
| Santoruvo 88’ (rig.) | Marcatori | 27’, 72’ Antenucci 28’, 53’ Bernacci 65’ Sommese |

| Arbitro: | Gallione (Alessandria) |

|  |           |                                            |
|  | Marcatori | 50’ Troianiello 55’ Santoruvo 77’ Cariello |

#### Girone di ritorno
| Arbitro: | Tommasi (Bassano del Grappa) |

|                 |           |  |
| Troianiello 24’ | Marcatori |  |

| Arbitro: | N. Stefanini (Prato) |

|                                         |           |               |
| Nassi 40’ Caridi 48’ (rig.) Nicco 90+1’ | Marcatori | 65’ Santoruvo |

| Arbitro: | Morganti (Ascoli Piceno) |

|  |           |                                              |
|  | Marcatori | 13’ Munari 50’, 59’ Marilungo 75’ Di Michele |

| Padova 13 febbraio 2010, ore 14:00 25ª giornata | Padova       | 0 – 0 | Frosinone | Stadio Euganeo\| Arbitro: \| Nasca (Bari) \| |
| Arbitro:                                        | Nasca (Bari) |       |           |                                              |

| Arbitro: | Gervasoni (Mantova) |

|                                      |           |             |
| Basso 18’ Troianiello 63’ Mazzeo 68’ | Marcatori | 34’ Coralli |

| Arbitro: | Baracani (Firenze) |

|            |           |  |
| Brienza 1’ | Marcatori |  |

| Arbitro: | Tommasi (Bassano del Grappa) |

|                                   |           |               |
| R. Bianchi 42’ (rig.), 75’, 90+5’ | Marcatori | 56’ Santoruvo |

| Arbitro: | Gallione (Alessandria) |

|                              |           |                                       |
| Santoruvo 9’ Troianiello 86’ | Marcatori | 50’ Guerra 73’ Moscardelli 85’ Guzman |

| Arbitro: | Nasca (Bari) |

|                                                   |           |  |
| Bonvissuto 45’ (rig.) Gabionetta 57’ Ginestra 82’ | Marcatori |  |

| Frosinone 23 marzo 2010, ore 20:45 31ª giornata | Frosinone                         | 0 – 0 | Modena | Stadio Comunale\| Arbitro: \| Candussio (Cervignano del Friuli) \| |
| Arbitro:                                        | Candussio (Cervignano del Friuli) |       |        |                                                                    |

| Arbitro: | Bergonzi (Genova) |

|              |           |                   |
| Stellone 20’ | Marcatori | 66’ Schiattarella |

| Arbitro: | Celi (Campobasso) |

|                        |           |              |
| Masucci 9’ Noselli 75’ | Marcatori | 45’ Stellone |

| Arbitro: | Gava (Conegliano) |

|                         |           |  |
| Basso 3’ Troianiello 6’ | Marcatori |  |

| Arbitro: | Pinzani (Empoli) |

|                                      |           |               |
| Dallamano 6’ Kozak 8’ Possanzini 62’ | Marcatori | 84’ Santoruvo |

| Arbitro: | De Marco (Chiavari) |

|  |           |             |
|  | Marcatori | 77’ Sgrigna |

| Arbitro: | Calvarese (Teramo) |

|                                 |           |              |
| Torri 31’, 40’, 48’ Ruopolo 64’ | Marcatori | 50’ Cariello |

| Arbitro: | Morganti (Ascoli Piceno) |

|  |           |                             |
|  | Marcatori | 35’ Giaccherini 87’ Malonga |

| Arbitro: | De Marco (Chiavari) |

|  |           |              |
|  | Marcatori | 64’ Stellone |

| Arbitro: | Giannoccaro (Lecce) |

|                 |           |  |
| Santoruvo 90+1’ | Marcatori |  |

| Arbitro: | Romeo (Verona) |

|          |           |                               |
| Luci 55’ | Marcatori | 31’ Troianiello 35’ Santoruvo |

| Arbitro: | Damato (Barletta) |

|                              |           |                           |
| Troianiello 11’ Stellone 57’ | Marcatori | 20’ Testini 90’ Siligardi |

### Coppa Italia
| Arbitro: | Guida (Torre Annunziata) |

|                                         |                      |                                            |
| Basha 90+2’                             | Marcatori            | 18’ Buzzegoli                              |
| Bocchetti Basso Diogo Biso Guidi Ascoli | Tiri di rigore 4 – 3 | Grossi Gambadori Ebagua Radi Corti Tripoli |

| Arbitro: | Romeo (Verona) |

|                                                                 |                      |                                                          |
| Adailton Britos Raggi Valiani Mingazzini Osvaldo Vigiani Zenoni | Tiri di rigore 6 – 7 | Scarlato Guidi Basso Aurelio Santoruvo Mazzeo Biso Basha |

| Arbitro: | Tommasi (Bassano del Grappa) |

|                              |           |  |
| Hanine 38’ Bentivoglio 90+2’ | Marcatori |  |